# O Último Instante
O Último Instante é um filme de curta metragem de ficção brasileiro de 2005, realizado pelos alunos da Escola Livre de Cinema de Belo Horizonte. Foi filmado em 16 milímetros, com roteiro e direção de Alonso Pafyeze e Henrique Rocha

## Sinopse
O filme retrata as lembranças de vida de uma família frente aos últimos momentos de um paciente terminal.

## Elenco
- Fernando Linares
- Monika Kukulka
- Cynthia Falabella
- Carolina Duarte
- Beatriz Afonso
- Thiago Jansen
- Cláudio Costa Val
- Christian Medeiros
- Alice Pinheiro

## Prêmios
Recebeu o Troféu ABD de melhor vídeo nacional no 28º Festival Guarnicê de Cinema em São Luís, no Maranhão.